# 平成古寺巡礼
平成古寺巡礼（へいせいこじじゅんれい）は、1996年4月7日から2002年3月19日までNHK衛星第二テレビジョンで放送されていた旅番組である。

## 概要
毎回、日本各地の歴史ある寺院を紹介する内容だった。
チャンネル銀河でも放送されていた。
テーマ音楽はキダ・タロー。
番組を再編集した「にっぽん 美と心」も放送された。案内は樹木希林。